# Vlasta Štáflová

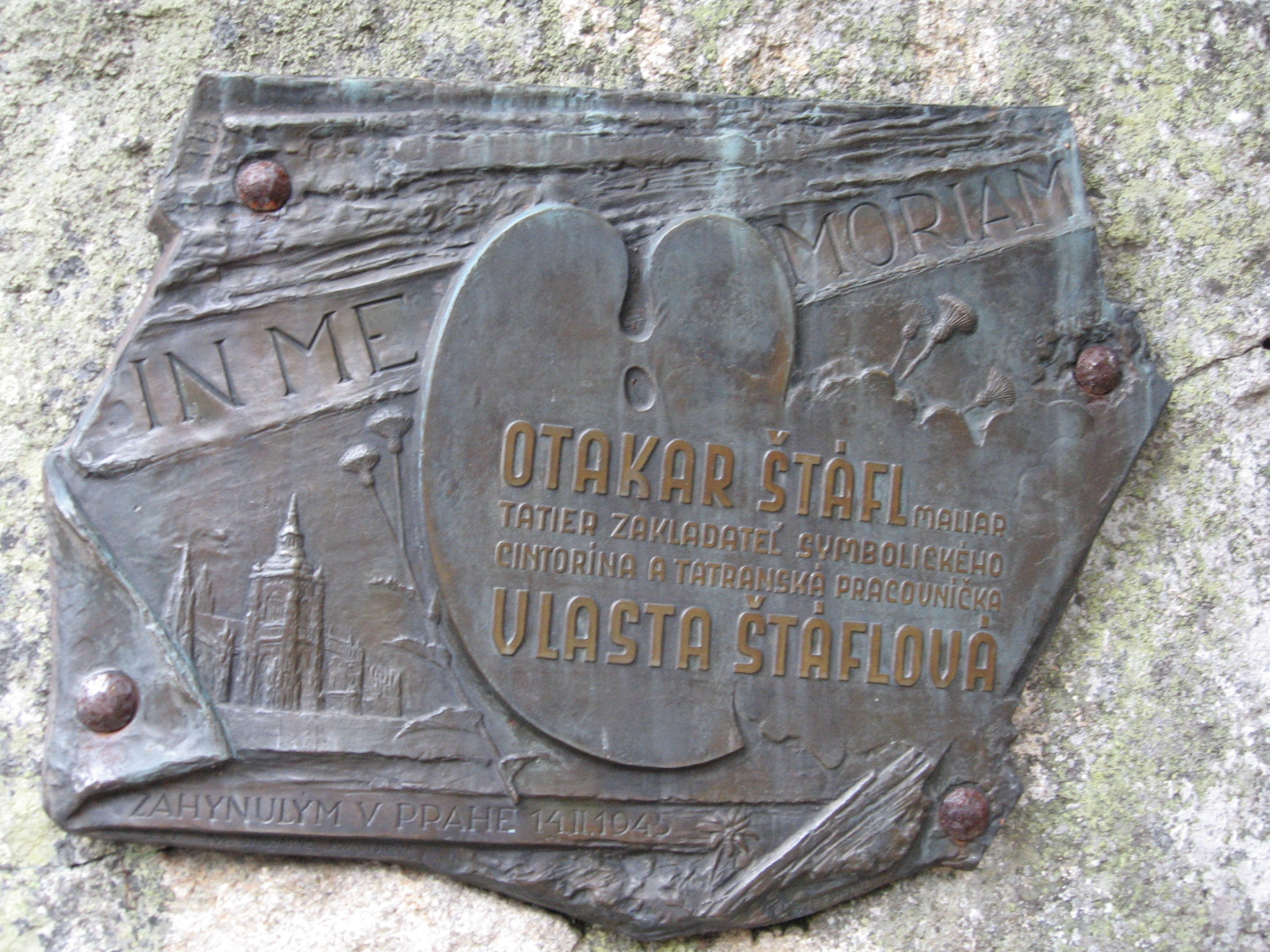
Tablica upamiętniająca małżeństwo Štáflów na symbolicznym cmentarzu pod Osterwą

Vlasta Štáflová, z domu Košková (ur. 1 kwietnia 1907 r. w Petrovicach – zm. 14 lutego 1945 r. w Pradze) – czeska taterniczka, publicystka, powieściopisarka i żona innego taternika, Otakara Štáfla.

## Życiorys
W Tatrach wspinała się od końca lat 20., często z mężem. Należała do samodzielnych taterniczek. Od 1 kwietnia 1929 r. prowadziła wraz z mężem schronisko nad Popradzkim Stawem. Wraz z mężem należała do inicjatorów utworzenia symbolicznego cmentarza tatrzańskiego u stóp Osterwy.
Wspomnienia tatrzańskich wycieczek i umiłowanie tych gór opisała w kilku powieściach, mających za tło Tatry.
Zginęła wraz z mężem 14 lutego 1945 roku, kiedy jedna z ostatnich alianckich bomb, zrzucanych na Pragę, trafiła w atelier malarskie Otakara na  Mánesovej ulicy na praskich Vinohradach. Od 1947 r. upamiętnia ich tablica na cmentarzu pod Osterwą.
Vlasta Štáflová została upamiętniona w jednym z wariantów słowackiego nazewnictwa Basztowej Igły – Veža Vlasty.

## Ważniejsze tatrzańskie osiągnięcia wspinaczkowe
- pierwsze udokumentowane[1] wejście na Basztową Igłę, wraz z Alexandrem Škarvanem (29 września 1929),
- przejście nowej drogi na południowo-zachodniej ścianie Wołowej Turni,
- wejście nową drogą od południowego zachodu na Żłobisty Szczyt.